# ألكسندرا هوفمان
ألكسندرا هوفمان (بالإنجليزية: Alexandra Hoffman)‏ هي متسابقة ملكة الجمال أمريكية، ولدت في 10 نوفمبر 1987 في يوريكا في الولايات المتحدة.

## وصلات خارجية
- ألكسندرا هوفمان على موقع IMDb (الإنجليزية)